# Allison J35
General Electric/Allison J35 byl proudový motor původně vyvinutý firmou General Electric (tovární označení TG-180) paralelně s motorem s J33 (který byl založen na výzkumu Franka Whittlea s radiálním kompresorem) a první motor s axiálním kompresorem, který sloužil u amerického letectva. J35 byl poměrně jednoduchý motor skládající se z jedenáctistupňového axiálního kompresoru a jednostupňové turbíny. S přídavným spalováním, kterým byla většina motorů vybavena, poskytoval tah 7 400 lbf (32,92 kN).
Podobně jako u motoru J33 pocházela konstrukce J35 od firmy General Electric, ale hlavní výroba probíhala u společnosti Allison Engine Company. Motor byl použit u řady experimentálních letadel a u sériově vyráběných vojenských letadel Republic F-84B/C/D/E/G a Northrop F-89. V letech 1947-1955 bylo vyrobeno asi 14 tisíc kusů.

## Použití
- Bell X-5
- Boeing XB-47 Stratojet
- Convair XB-46
- Douglas D-558-1 Skystreak
- Douglas XB-43 Jetmaster
- Fiat G.80 (jen v projektu)
- Martin XB-48
- North American FJ-1 Fury
- North American XB-45 Tornado
- North American XP-86 Sabre
- Northrop F-89 Scorpion
- Northrop YB-49
- Republic F-84 Thunderjet
- Vought F7U-3 Cutlass (jen pokusná série)

## Specifikace (J35-A-35)

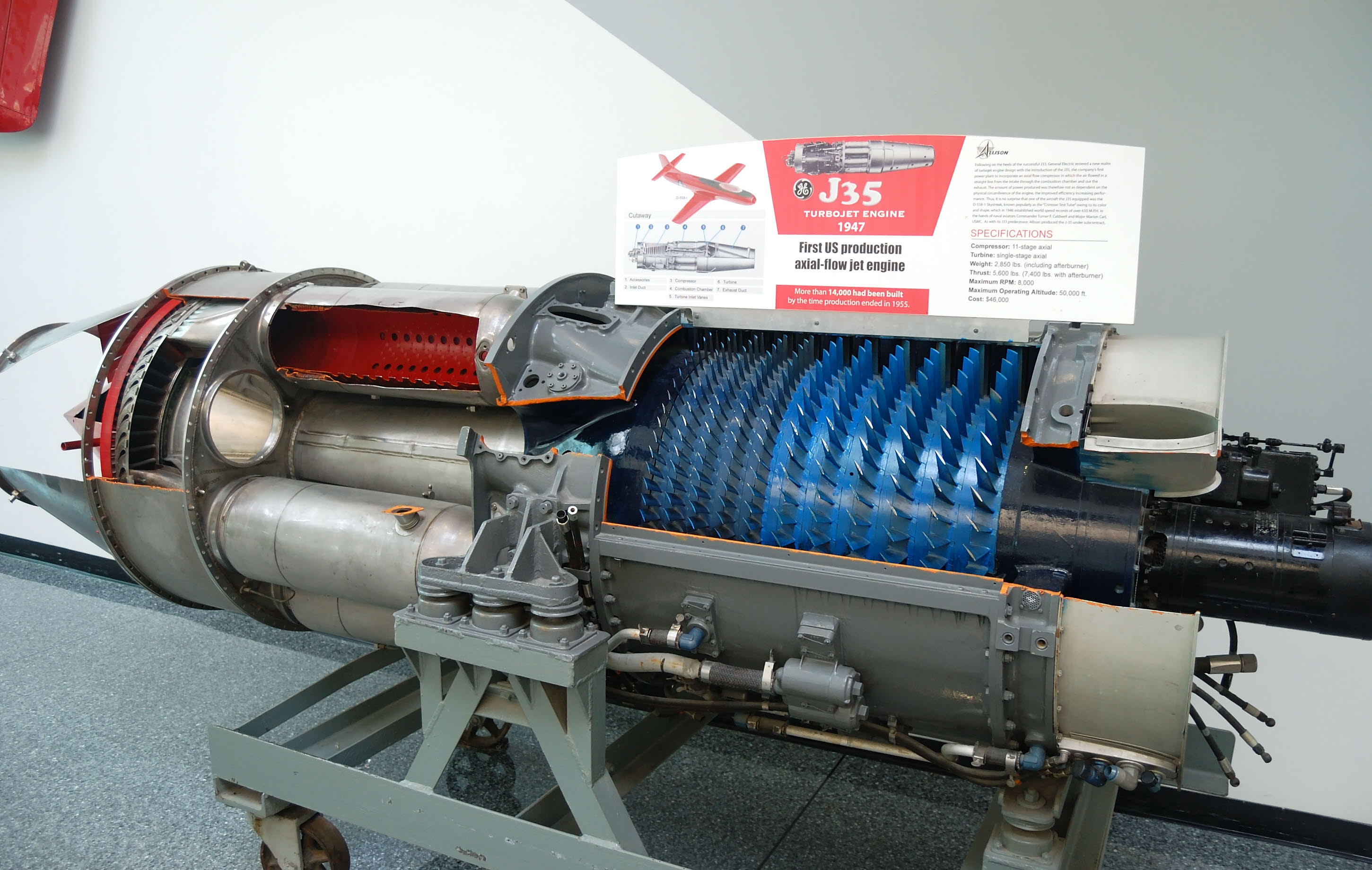
Allison J35 (GE) z roku 1947 (National Naval Aviation Museum, Pensacola, Florida).

### Technické údaje
- Typ: Proudový motor s přídavným spalováním
- Délka: 4 970 mm s přídavným spalováním
- Průměr: 1 100 mm
- Hmotnost suchého motoru: 1 050 kg, 1,330 kg s přídavným spalováním

### Součásti
- Kompresor: 11stupňový axiální kompresor
- Spalovací komora: 8 trubkových
- Turbína: jednostupňová axiální
- Palivo: Kerosin JP-4, MIL-F-5624 nebo 100/130 oktanový benzín

### Výkony
- Maximální tah:
  - 24,91 kN při 8 000 ot/min
  - 32,92 kN s přídavným spalováním
- Celkový poměr stlačení: 5:1
- Průtok/hltnost vzduchu: 41 kg/s při vzletu
- Měrná spotřeba paliva: 1,1 lb/(lbf h) (112,13 kg/(kN h))
- Poměr tah/hmotnost: 2,53 lbf/lb (0,025 kN/kg)